# Jean-Baptiste-Alexis Chambon
Jean-Baptiste-Alexis Chambon MEP (jap. ジャン・アレキシス・ジャンボン) (ur. 17 marca 1875 w Vollore-Ville, zm. 8 września 1948) – francuski duchowny rzymskokatolicki, misjonarz, arcybiskup tokijski i biskup jokohamski.

## Biografia

### Młodość i prezbiteriat
Jean-Baptiste-Alexis Chambon urodził się 17 marca 1875 w Vollore-Ville we Francji. Studiował w Wyższym Seminarium Duchownym w Clermont. Po święceniach diakonatu przeniósł się do przygotowującego misjonarzy seminarium Rue Du Bac w Paryżu. 23 września 1899 otrzymał święcenia prezbiteriatu i został kapłanem Towarzystwa Misji Zagranicznych w Paryżu. 24 października 1900 wyjechał do Japonii i został przydzielony do diecezji Hakodate. Początkowo w pałacu biskupim uczył się języka, a następnie rozpoczął posługę w diecezji. W 1914 został zmobilizowany i powrócił do Francji. W czasie wojny służył jako pielęgniarz i po nastaniu pokoju powrócił do Japonii w 1919. W latach 1920–1922 pełnił funkcję sekretarza delegata apostolskiego w Japonii. W 1922 został wybrany do Centralnej Rady Towarzystwa w Paryżu jako przedstawiciel misji w Japonii, z czym wiązał się powrót do Francji.

### Episkopat
16 marca 1927 papież Pius XI mianował go arcybiskupem tokijskim. 4 maja 1927 w Paryżu przyjął sakrę biskupią z rąk przełożonego generalnego Towarzystwa Misji Zagranicznych w Paryżu abpa Jeana-Baptisty-Marii Budesa de Guébrianta MEP. Współkonsekratorami byli biskup Clermont Francisque-Jean-Etienne Marnas oraz wikariusz apostolski Laosu Marie-Joseph Cuaz MEP.
Erygował Wyższe Seminarium Duchowne w Tokio.
9 listopada 1937 z archidiecezji Tokio wydzielono diecezję jokohamską. Abp Chambon zrezygnował wtedy z katedry w Tokio, aby mógł ją objąć ksiądz japoński i został przeniesiony przez papieża na biskupstwo jokohamskie, zachowując ad personam godność arcybiskupa.
12 listopada 1940 rząd japoński zmusił go, podobnie jak i innych biskupów-obcokrajowców, do rezygnacji z katedry. Otrzymał wtedy arcybiskupstwo tytularne Amorium. 17 maja 1941 został mianowany asystentem Tronu Papieskiego. Kolejne lata spędził w służąc w nowicjacie Sióstr Misjonarek Franciszkanek Maryi w Totsuce. Został również mianowany przełożonym regionalnym Towarzystwa Misji Zagranicznych w Paryżu. Zmarł 8 września 1948. Pochowany na cmentarzu dla cudzoziemców w Jokohamie.